# Musashimaru Kōyō
Musashimaru Kōyō, nome di battaglia di Fiamalu Penitani (武蔵丸 光洋; Samoa Americane, 2 maggio 1971), è un lottatore di sumo statunitense, secondo non-giapponese della storia ad arrivare al titolo di Yokozuna.

## Biografia
Nato nelle Samoa Americane, la famiglia di Fiamalu Penitani si trasferì nelle isole Hawaii quando egli aveva soltanto dieci anni. Nonostante la giovane età, fu incoraggiato dai genitori a partecipare ad incontri di lotta, ed in particolare di wrestling e di lotta greco-romana: i successi ottenuti al liceo lo convinsero di emigrare in Giappone nel 1989 al fine di diventare un lottatore di sumo professionista. Dopo due anni di apprendistato, riuscirà nell'intento (1991).
Alto 191 centimetri e pesante ben 223 chilogrammi, Musashimaru (questo il nome da lui adottato in terra nipponica) divenne grazie alla sua enorme mole un avversario arduo da affrontare e difficile da battere per tutti. Egli riusciva ad incutere sempre rispetto e terrore nei suoi rivali, anche grazie alla sua somiglianza facciale con l'eroe giapponese Saigō Takamori.
In soli due anni (1992 e 1993) egli riuscì a conquistare 52 tornei consecutivi (record), ma era incapace di conquistare il campionato successivo che gli avrebbe permesso di diventare yokozuna (gran campione). Quando, sempre nel 1993, il campione hawaiano Akebono divenne il primo gran campione straniero di questo sport, egli decise di prendere Musashimaru sotto la sua guida: divenne in pratica il suo "personal trainer" di lusso, e grazie a questo importante maestro il privilegiato lottatore originario della Samoa divenne yokozuna nel 1999.
Durante la sua carriera ha vinto un totale di dodici campionati della categoria superiore, addirittura uno in più rispetto ad Akebono. Inoltre, ha vinto oltre 700 match nella divisione makuuchi, cosa che finora è riuscita soltanto a cinque lottatori nella storia. Nel mese di novembre del 2003, Musashimaru ha annunciato il suo ritiro dal sumo professionistico a causa di una dolorosa ferita al suo polso sinistro. La cerimonia del ritiro è effettivamente avvenuta il 2 ottobre 2004 a Tokyo.